# Иверска капела на Новом гробљу у Београду
Иверска капела на Новом гробљу у Београду руска је капела, изграђена 1931. године.

## Историја
Подизање Иверске капеле повезано је са стварањем руског гробља у Београду и залагањем кнегиње М. А. Свјатополк-Мирске да се изгради капела за одржавање опела за покојнике. Током преговора са градским властима стигла је вијест о рушењу Иверске капеле у Москви (1929. год.), и тада се родила идеја о градњи Иверске светиње на српској земљи. Изградња капеле према пројекту Валерија Владимировича Сташевског завршена је 1931. год. То је копија Иверске капеле која је порушена од комуниста у Кремљу. Посвећена је  6. јуна 1931. године од патријарха Варнаве и митрополита Антонија Храповицког. Тада је из руске цркве Свете Тројице на Ташмајдану у ову капелу пренешена икона Иверске Богородице, која се данас налази у Народном музеју. У гробници испод капеле сахрањени су митрополит Антоније Храповицки, првојерарх Руске Заграничне Цркве, и његов некадашњи сакелејник архимандрит Теодосије Мељник, каснији игуман Царске лавре Високи Дечани, а око капеле – истакнута духовна лица руске емиграције.

## Галерија
- Надгробна спомен плоча првојерарха Руске заграничне цркве Антонија Храповицког, на сјевеном зиду капеле
- Надгробна спомен плоча курског архиепископаТеофана на јужном зиду капеле